# Sant'Antimo Vin Santo Occhio di Pernice riserva
Il Sant'Antimo Vin Santo Occhio di Pernice riserva è un vino DOC la cui produzione è consentita nella provincia di Siena.

## Caratteristiche organolettiche
- colore: da rosa intenso a rosa pallido
- odore: caldo intenso
- sapore: dolce, morbido, vellutato, rotondo

## Produzione
Provincia, stagione, volume in ettolitri
- nessun dato disponibile